# ブロガー

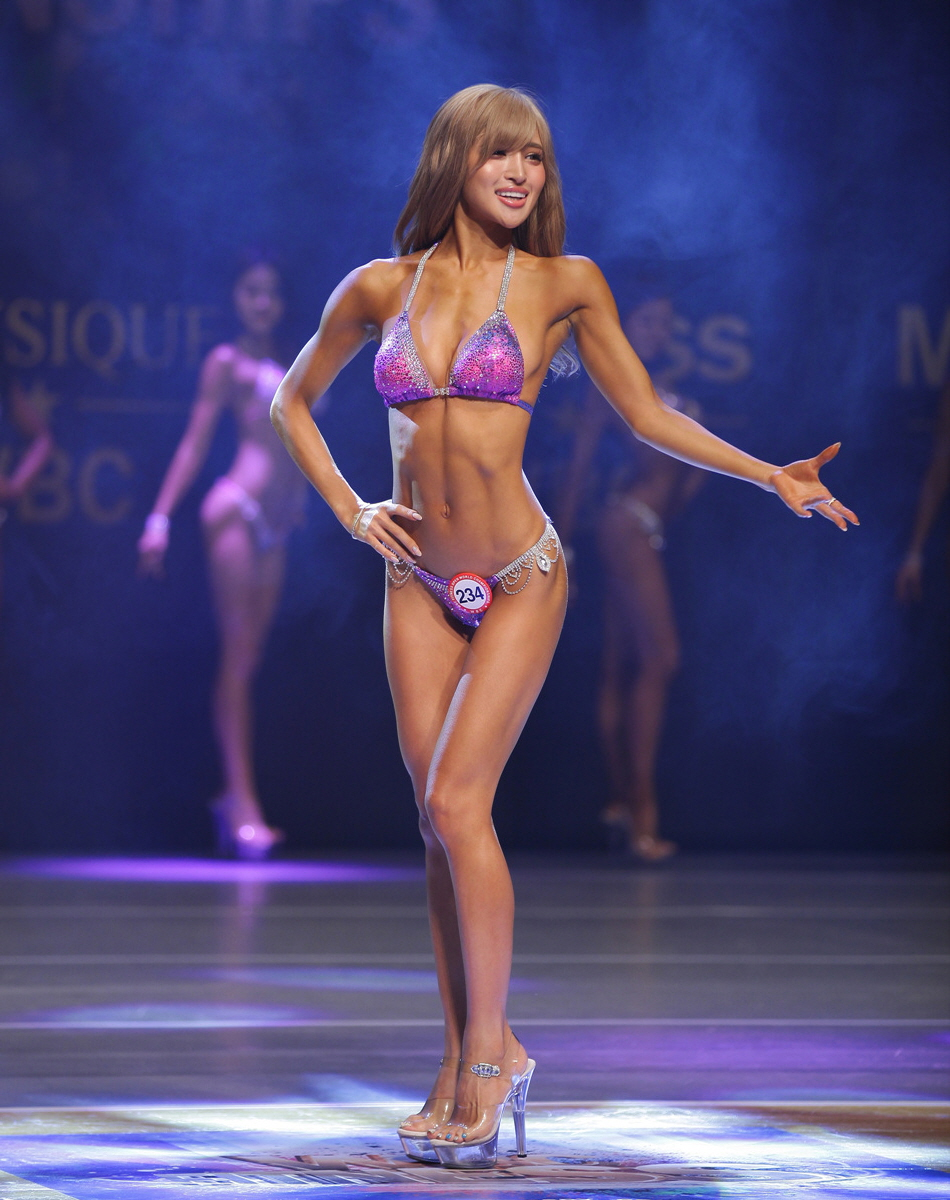
「ゆんころ」こと小原優花

ブロガー（Blogger）とは、ブログを書く人、作者のことである。

## 概要
2000年代以降、ブログはアメーバブログやlivedoor Blogなどを筆頭に、人気のインターネットコンテンツに成長した。加えて、詳しいインターネットの知識がなくても個人でも気軽に始められることから、趣味や副業の一つとして人気を集めるようになった。
ブログで生計をたてるようなプロブロガーから、趣味でブログを執筆するアマチュアまで様々な人が活動している。また、著名人もSNSと並行してブログを開設している人も多い。
アクセスごとの単価は常に変動するため収入に波がある。